# ترويج (تسويق)
الترويج هو أحد عناصر المزيج التسويقي وهو مصطلح كثيرًا ما يُستخدم في مجال التسويق. وهناك تحديد لخمسة عناصر لـ المزيج الترويجي أو الخطة الترويجية. هذه العناصر هي البيع الشخصي والإعلان وتنشيط المبيعات والتسويق المباشر والدعاية ويحدد المزيج الترويجي مقدار الاهتمام الذي يجب أن يحظى به كل من الفئات الفرعية الخمسة ومقدار الأموال التي يجب أن تُخصص لميزانية كل فئة منها. وقد يكون للخطة الترويجية مجموعة كبيرة من الأهداف تتضمن: زيادة المبيعات أو قبول المنتج الجديد أو خلق قيمة للعلامة التجارية أو التمركز في السوق أو الرد بالمثل على المنافسين أو تكوين صورة للشركة. إلا أن هناك بشكل أساسي ثلاثة أهداف رئيسية للترويج، وهي:
1. تقديم المعلومات للمستهلكين والأشخاص الآخرين.
2. زيادة الطلب.
3. تحقيق التميز للمنتج.

هناك طرق مختلفة للترويج لمنتج ما في مجالات الإعلام المختلفة. حيث يستخدم المروجون الإعلان عن طريق الإنترنت والفعاليات الخاصة والتصديقات والصحف للإعلان عن منتجاتهم. وكثيرًا ما يكون شراء المنتج مصحوبًا بحافز مثل الخصومات أو الهدايا المجانية أو المسابقات. والهدف من ذلك هو زيادة مبيعات منتج ما.
إن مصطلح «ترويج» هو تعبير «داخلي» عادةً ما يُستخدم داخليًا في شركات التسويق، ولكنه لا يُستخدم عادةً مع العامة أو السوق - فعبارات مثل «عرض خاص» أكثر شيوعًا. ومن بين أمثلة العروض الترويجية المتكاملة طويلة الأجل وواسعة النطاق جوائز كوكاكولا (My Coke Rewards) وبيبسي ستاف (Pepsi Stuff). والنسخة البريطانية من جوائز كوكاكولا هي كوك زون (Coke Zone).
ويعرف الترويج على أنه  الجهد الذي يبذله البائع في إبراز الخصائص المميزة للسلعة أو الخدمة التي يتم الترويج لها كالتصميم، والتغليف، واسم العلامة، والجودة، والسعر ثم إقناع هذا المشتري بتلك الخصائص لشراء هذه السلعة أو الخدمة 
ويعرف الترويج بأنه تلك  المحفزات التي تستعملها المؤسسة لحث (تجار الجملة، وتجار التجزئة، قنوات التوزيع الأخرى) على التبادل، أو المستهلكين لشراء العلامة التجارية، وتشجيع قوى البيع على تصريفها .